# Danh sách tập phim Inu Yasha (mùa 4)

Bìa của bộ đĩa DVD của loạt anime Inu Yasha mùa 4.

Mùa 4 của bộ phim hoạt hình anime Inu Yasha được phát sóng tại Nhật Bản trên kênh Animax từ ngày 19 tháng 8 năm 2002 tới ngày 12 tháng 5 năm 2003, với nội dung dựa trên bộ manga cùng tên của tác giả Takahashi Rumiko. Anime Inu Yasha được công ty Sunrise sản xuất và được đạo diễn bởi Aoki Yashunao. Trong mùa 4, Nại Lạc (Naraku) sau khi bị của Khuyển Dạ Xoa (Inu Yasha) và Sát Sinh Hoàn (Sesshomaru) và đánh trọng thương đã trốn biệt tích. Mọi tiếp tục truy lùng tung tích của y và đã đoán được y đang ẩn náu tại đỉnh Bạch Linh Sơn (Hakurei), nơi đang bị bao phủ bởi kết giới của linh hồn một vị cao tăng. Trong khi đó, Nại Lạc lại dùng ngọc Tứ Hồn hồi sinh cho nhóm lính đánh thuê 7 người Thất nhân bang (Shichinintai) hòng lợi dụng họ cản đường Khuyển Dạ Xoa.
Tại Bắc Mỹ, hãng Viz Media, một công ty con của Shogakukan, nắm bản quyền phát hành. Bản anime lồng tiếng Anh của mùa 1 được chiếu trên kênh Cartoon Network từ ngày 18 tháng 1 năm 2005 tới ngày 23 tháng 7 năm 2005, như một phần của chương trình Adult Swim. Các tập Anime Inu Yasha mùa 2 cũng được Viz phát hành trong bộ 9 đĩa DVD vào ngày 29 tháng 11 năm 2005.
Có 4 bài hát chính được dùng trong mùa 2 này:
- Bài hát mở đầu Owarinai Yume thể hiện bởi Aikawa Nanase (tập 83-95).
- Bài hát mở đầu Grip! thể hiện bởi Aikawa Nanase (tập 96-110).
- Bài hát kết thúc Every Heart - Minna no Kimochi thể hiện bởi Kwon Boa (tập 83-85).
- Bài hát kết thúc Shinjitsu no Uta thể hiện bởi Do As Infinity (tập 86-108).
- Bài hát kết thúc Itazura na Kiss thể hiện bởi Every Little Thing (tập 109-110).

## Episode listing
| STT | Tên tập phim | Ngày phát sóng gốc        |
| --- | --- | ------------------------- |
| 83 | "Nữ yêu quái sói xinh đẹp và hôn ước vào đêm có cầu vồng với Mặt Trăng" "Onna Yōrōzoku to Gekkō no Yakusoku" (女妖狼族と月虹の約束)                             | ngày 19 tháng 8 năm 2002  |
| Xương Bồ, cháu gái của vị thủ lĩnh một bộ tộc sói ở vùng núi phía Bắc tìm kiếm Cương Nha để nhắc nhở anh về hôn ước giữa hai người, đồng thời cũng nhân việc này để thống nhất lực lượng của các bộ tộc sói với nhau. Trong lúc đó, một yêu quái sinh ra từ một mảnh cơ thể Nại Lạc đang đi khắp nơi tàn phá giết chóc, vì vậy Cương Nha quyết định đưa Nhật Mộ Li đi cùng với mình để bảo vệ cô, việc này đã làm bùng lên cơn ghen của Xương Bồ. | |                           |
| 84 | "Ứng cử viên cho chức cô dâu của Cương Nha" "Chōsoku no Hanayome Kōho" (超速の花嫁候補)                                                                         | ngày 26 tháng 8 năm 2002  |
| Xương Bồ và Nhật Mộ Li cuối cùng cũng làm lành với nhau khi Xương Bồ nhắc Cương Nha về lần anh cứu và hứa hôn với cô trong cái đêm "cầu vồng và Mặt Trăng". Sau đó mảnh cơ thể của Nại Lạc xuất hiện và lúc này Cương Nha phải ra tay bảo vệ cả hai người. | |                           |
| 85 | "Tà khí lan tỏa: thành trì của chiếc đầu yêu quái" "Jaki ga Michiru Oni no Kubi Jō" (邪気が満ちる鬼の首城)                                                      | ngày 2 tháng 9 năm 2002   |
| Nhóm Khuyển Dạ Xoa ra tay cứu một bà lão khỏi một tên yêu quái. Sau khi nghe bà ta tự xưng là một pháp sư trừ tà, cả nhóm quyết định đi theo bà tới một ngôi thành gần đó để trừ diệt một tên yêu quái. | |                           |
| 86 | "Bí mật của vị tiểu thư giả trang" "Yorishiro no Hime no Himitsu" (依り代の姫の秘密)                                                                            | ngày 9 tháng 9 năm 2002   |
| Tronh khi Khuyển Dạ Xoa đang phải đối phó với chiếc đầu yêu quái, thì San Hô phải lo giải cứu Di Lặc pháp sư khi anh bị tên yêu quái thật sự - kẻ đang đóng giả làm cô con gái của người chủ thành - phù phép làm tê liệt cơ thể. | |                           |
| 87 | "Chuyến đi cô độc của Cát Cánh" "Meguru Kikyō no Kodoku na Tabiji" (めぐる桔梗の孤独な旅路)                                                                     | ngày 16 tháng 9 năm 2002  |
| Cát Cánh gặp một người đàn ông đang muốn trấn lột cô, nhưng trước khi kịp làm gì ông ta đã gục xuống vì cơn đau ở ngực. Thế rồi, sau đó ông ta tiết lộ rằng ông từng là thủ lĩnh một băng cướp có Nhện quỷ làm thành viên, chính Nhện quỷ đã dụ ông cướp viên ngọc Tứ Hồn, kết quả là ông bị Khuyển Dạ Xoa đánh hỏng mắt trái. Ông đã trả thù tàn bạo và là kẻ đã khiến Nhện quỷ bị thương nặng phải nhờ Cát Cánh cấp cứu. Về sau thì ông hối hận trước những việc xấu trong quá khứ nhưng nghĩ rằng mình không thể nào chuộc lại lỗi lầm tày trời của mình nữa. Ngoài ra, ta còn được biết rằng sức khỏe ông hiện đã rất yếu và ông vẫn sống được là nhờ một mảnh ngọc Tứ Hồn trong cơ thể. Trong khi đó, nhóm của Khuyển Dạ Xoa đang tạm nghỉ qua đêm trong một ngôi nhà hoang. Bên ngoài, trời đang mưa và Nhật Mộ Li bị cảm lạnh... | |                           |
| 88 | "Ba đồ đệ của vị thần vượn" "Sarugamisama no San Seirei" (猿神さまの三精霊)                                                                                     | ngày 14 tháng 10 năm 2002 |
| Nhóm Khuyển Dạ Xoa nhận lời dân làng trừng trị ba tên "yêu quái" vượn đang nghịch phá lung tung. Thật ra đó là ba đồ đệ nhỏ tuổi của thần Vượn đang lục tung ngôi làng để tìm vị sư phụ mất tích. Vì vậy mọi người quyết định đi tìm vị thần, nhất là Khuyển Dạ Xoa vì chỉ có vị thần mới biết cách gỡ tảng đá quái ác mà các đồ đệ gắn lên tay chú cẩu. | |                           |
| 89 | "Trận chiến điều dưỡng giữa hai người tình" "Aitsu to Kare Omimai Taiketsu" (アイツと彼のお見舞い対決)                                                          | ngày 21 tháng 10 năm 2002 |
| Bệnh cảm của Nhật Mộ Li trở nặng và cô phải về thế giới của mình để nghỉ dưỡng. Khuyển Dạ Xoa quyết định dùng một phương thuốc bí truyền "do mẹ anh để lại" để trị bệnh cho A Li. Và, mặc dù thành phần của nó dễ khiến người ta rùng mình, nhưng A Li đã khỏi bệnh và điều này giúp cô đủ sức khỏe tham dự đợt kiểm tra sắp tới. | |                           |
| 90 | "Lời tỏ tình dũng cảm của Thảo Thái" "Omoikitta Sōta no Kokuhaku" (思いきった草太の告白)                                                                        | ngày 28 tháng 10 năm 2002 |
| Thảo Thái đang muốn tỏ tình với cô bạn cùng trường Đồng Mâu nhưng không biết phải mở lời thế nào vì lúc tỏ tình cậu quá hồi hộp đến mức không nói được gì. Cuối cùng, dưới sự động viên, giúp đỡ và... đe dọa của Khuyển Dạ Xoa và Nhật Mộ Li, Thảo Thái đã thành công. | |                           |
| 91 | "Vị pháp sư bí ẩn và cô mèo Vân Mẫu màu đen" "Ayashii Kitōshi to Kuroi Kirara" (怪しい祈祷師と黒い雲母)                                                         | ngày 4 tháng 11 năm 2002  |
| Thất Bảo chứng kiến cô bé Tiểu Mễ bắt lấy Vân Mẫu vì Tiểu Mễ tưởng Vân Mẫu là cô mèo hai đuôi của mình. Cô mèo này cùng với ba đứa con của mình đang bị cả dân làng "truy nã" vì theo một vị pháp sư trừ tà, nó chỉ đem lại tai ương cho dân làng. Tuy nhiên, nhóm Khuyển Dạ Xoa lại phát hiện ra rằng, chính vị pháp sư mới là nguồn gốc của mọi tai ương... | |                           |
| 92 | "Câu chuyện về những thây ma" "Fukkatsu Shita Monotachi no Yabō" (復活した者たちの野望)                                                                         | ngày 18 tháng 11 năm 2002 |
| Khuyển Dạ Xoa và bạn bè phải chiến đấu chống lại Kawamaru, một "người đất" do Urasue chế tạo từ tro xương và bùn đất. Y đang âm mưu lợi dung Enju, một "người đất" khác để chế tạo ra một binh đoàn người đất phục vụ cho mưu đồ của mình. | |                           |
| 93 | "Vị pháp sư giả mạo bí ẩn" "Shutsubotsu Suru Nazo no Sukebe Hōshi" (出没する謎の助平法師)                                                                       | ngày 25 tháng 11 năm 2002 |
| Di Lặc phát hiện ra anh đang bị một kẻ khác đóng giả mình để kiếm tiền và... tán gái bằng những mánh lới mà chính Di Lặc đã từng áp dụng trước đây... | |                           |
| 94 | "Kẻ chế tạo ngọc Tứ Hồn (phần đầu)" "Shikon no Tama o Tsukuru Mono (Zenpen)" (四魂の玉を造る者 前編)                                                            | ngày 2 tháng 11 năm 2002  |
| Nhóm Khuyển Dạ Xoa cùng với một nho sĩ tên là Izumo đang truy tìm tung tích và động cơ của kẻ đang chế tạo những viên ngọc Tứ Hồn giả. | |                           |
| 95 | "Kẻ chế tạo ngọc Tứ Hồn (phần cuối)" "Shikon no Tama o Tsukuru Mono (Kōhen)" (四魂の玉を造る者 後編)                                                            | ngày 9 tháng 11 năm 2002  |
| Nhật Mộ Li phát hiện ra chính Izumo là kẻ chủ mưu của việc chế tạo ngọc Tứ Hồn hòng giúp anh thoát khỏi thân phận bán yêu của mình. Trong khi đó, Izumo lại âm mưu dùng linh hồn của A Li để chế tạo một viên ngọc có sức mạnh thật sự... | |                           |
| 96 | "Tà Kiến ngã bệnh" "Byōki ni Natta Ano Jaken" (病気になったあの邪見)                                                                                            | ngày 13 tháng 1 năm 2003  |
| Tà Kiến bị một con ong độc chích phải, và Tiểu Linh buộc phải tới nhà của thần y Điện Điện Nhi để xin thuốc chữa. Trong lúc đó thì nhóm Khuyển Dạ Xoa cũng đang đi thăm người quen cũ của mình. | |                           |
| 97 | "Vân Mẫu, hãy trở về !" "Kaette Konai Kirara" (帰ってこない雲母)                                                                                                | ngày 20 tháng 1 năm 2003  |
| Vân Mẫu bỗng nhiên biến mất một cách khó hiểu. Và theo lý luận của Thất Bảo, chính những "tội lỗi" của những thành viên còn lại đã khiến Vân Mẫu giận bỏ đi... | |                           |
| 98 | "Cát Cánh và A Li một mình trong hang động" "Kikyo and Kagome: Alone in a Cave" "Dōkutsu ni wa Kikyō to Kagome no Futari Dake" (洞窟には桔梗とかごめの二人だけ) | ngày 27 tháng 1 năm 2003  |
| Cát Cánh và Nhật Mộ Li tình cờ bị kẹt vào trong một hang đá kỳ lạ, thật ra nó là cơ thể một yêu quái chuyên ăn sức mạnh linh hồn của các pháp sư. Hai người buộc phải phối hợp với nhau để thoát khỏi tình thế nguy hiểm này. | |                           |
| 99 | "Sát Sinh Hoàn và Cương Nha, cuộc hội ngộ nguy hiểm" "Sesshōmaru to Kōga Kiken Sōgū" (鋼牙と殺生丸 危険な遭遇)                                                  | ngày 3 tháng 2 năm 2003   |
| Ngân Thái và Bạch Giác gặp Tà Kiến và tình cờ biết về người chủ đáng sợ Sát Sinh Hoàn của ông. Hai người quyết định ngăn chặn việc Cương Nha tình cờ chạm mặt Sát Sinh Hoàn bằng cách... khiêu chiến với Sát Sinh Hoàn. | |                           |
| 100 | "Sự thực của Ác mộng: Trận chiến của khu rừng Đau khổ" "Akumu no Shinjitsu Nageki no Muri no Tatakai" (悪夢の真実 嘆きの森の戦い)                               | ngày 10 tháng 2 năm 2003  |
| Garamaru, em trai của tên yêu quái ngài Gatenmaru, tấn công nhóm Khuyển Dạ Xoa nhằm trả thù cho anh trai mình. Y quấn các thành viên trong nhóm trong những chiếc kén và hút linh hồn của họ dần dần bằng cách cho họ mơ thấy những cơn ác mộng khủng khiếp. | |                           |
| 101 | "Tuyết, sau bảy năm kể từ hôm đó" "Are Kara Shichinen Me no Nagori Yuki" (あれから七年目のなごり雪)                                                             | ngày 17 tháng 2 năm 2003  |
| Di Lặc kể rằng anh từng được một phụ nữ xinh đẹp cứu sống trong một cơn bão tuyết. Nay đột nhiên anh gặp lại cô trong một trường hợp tương tự, nhưng lý do là cô ta buộc anh phải chịu trách nhiệm về... đứa con chung của họ. | |                           |
| 102 | "Bộ tộc sói bị tấn công bởi một xác chết" "Bōrei ni Ozowareta Yōrōzoku" (亡霊に襲われた妖狼族)                                                                  | ngày 24 tháng 2 năm 2003  |
| Hổ Phách, dưới sự chỉ đạo của Nại Lạc, sử dụng một mảnh ngọc Tứ Hồn hồi sinh Hung Cốt, một thành viên của Thất Nhân bang. Hung Cốt được lệnh tìm kiếm thêm nhiều mảnh ngọc Tứ Hồn nữa, vì vậy không ngạc nhiên mục tiêu của Hung Cốt lại là Cương Nha... | |                           |
| 103 | "Thất Nhân bang hồi sinh" "Yomigaetta Shichinintai" (よみがえった七人隊)                                                                                        | ngày 3 tháng 3 năm 2003   |
| San Hô, Vân Mẫu lần theo dấu vết của Hổ Phách và hai chị em đánh nhau, trong khi Vụ Cốt, một thành viên của Thất Nhân bang đang bí mật theo dõi. Trong khi đó Khuyển Dạ Xoa và những người khác đang chạm trán với Xà Cốt, một thành viên nguy hiểm của Thất Nhân bang. | |                           |
| 104 | "Vụ Cốt, độc sứ lén lút" "Shinobiyoru Doku Tsukai Mukotsu" (しのびよる毒使い 霧骨)                                                                              | ngày 3 tháng 10 năm 2003  |
| Xà Cốt rút lui và Vụ Cốt bất ngờ dùng độc dược tập kích gây phỏng Khuyển Dạ Xoa. Sau đó y còn tiếp tục tấn công Khuyển Dạ Xoa, Sát Sinh Hoàn và các thành viên khác bằng độc dược của mình. | |                           |
| 105 | "Những trang bị nặng khủng khiếp làm từ chất thép vô hồn"" "Bukimi na Hagane no Jūsōbi" (不気味な鋼の重装備)                                                    | ngày 17 tháng 3 năm 2003  |
| Ngân Cốt, tên "người máy" của Thất Nhân bang, xuất hiện ngay khi Khuyển Dạ Xoa, Thất Bảo và Vân Mẫu giải cứu các thành viên bị trúng độc. Khuyển Dạ Xoa yêu cầu Thất Bảo đưa mọi người tới trú ẩn nơi an toàn trong khi anh cản đường Ngân Cốt. Trong khi đó, khi Nhật Mộ Li tỉnh dậy, cô tình cờ nhận ra rằng người tu sĩ cứu chữa cho mình, Luyện Cốt, có một mảnh ngọc Tứ Hồn ở cổ và rất có thể là một thành viên Thất Nhân bang... | |                           |
| 106 | "NHật Mộ Li, Di Lặc, San Hô trong tình trạng hết sức tồi tệ" "Kagome, Miroku, Sango, Zettai Zetsumei" (かごめ、弥勒、珊瑚、絶体絶命)                            | ngáy 14 tháng 4 năm 2003  |
| Khuyển Dạ Xoa trở về ngôi chùa mà Nhật Mộ Li cùng mọi người ẩn náu, và không may ngôi chùa đã bị ảnh hưởng bởi kết giới của Luyện Cốt. Sự xuất hiện của Ngân Cốt khiến Luyện Cốt bị phân tâm và y quyết định đốt cháy cả ngôi chùa trước khi nhận ra Ngân Cốt là "người mình". Trong khi đó, Khuyển Dạ Xoa đi tìm những người bạn của mình và anh bị sốc khi Thất Bảo thông báo họ đã ngưng thở. | |                           |
| 107 | "Lần đầu tiên xuất hiện, dòng lệ của Khuyển Dạ Xoa" "Hajimete Miseru Inuyasha no Namida" (初めてみせる犬夜叉の涙)                                               | ngày 21 tháng 4 năm 2003  |
| Thấy bạn bè mình trở nên như vậy Khuyển Dạ Xoa gần như suy sụp cho đến khi Minh Gia giải độc cho họ. Trong khi đó Cát Cánh tình cờ gặp Thủy Cốt, một thầy lang có tấm lòng vô cùng nhân hậu và mang trên cổ một mảnh ngọc Tứ Hồn hết sức trong sạch. | |                           |
| 108 | "Bí mật của ánh sáng thuần khiết" "Kegarenaki Hikari no Himitsu" (けがれなき光の秘密)                                                                           | ngày 28 tháng 4 năm 2003  |
| Cát Cánh điều tra về Thủy Cốt và cô phát hiện ra anh là một thành viên Thất Nhân bang, đồng thời là một người đa nhân cách mang trong mình hai nhân cách: một hiền lành và một độc ác. | |                           |
| 109 | "Ẩn giấu trong màn sương mù: đường tới đỉnh Bạch Linh sơn" "Kiri ni Kakureta Hakureizan e Mukae" (霧に隠れた白霊山へ向かえ)                                     | ngày 5 tháng 5 năm 2003   |
| Thủy Cốt và Khuyển Dạ Xoa giao chiến với nhau cho đến khi nhân cách tốt của Thủy Cốt bùng lên và ngăn anh ta lại. Trong khi Khuyển Dạ Xoa và các bạn nhập nhóm với Cát Cánh thì Thất Nhân bang cũng tề tựu đông đủ. | |                           |
| 110 | "Thủ lĩnh Thất Nhân bang Man Cốt xuất hiện" "Shichinintai no Shuryō Bankotsu Tōjō" (七人隊の首領 蛮骨登場)                                                      | ngày 12 tháng 5 năm 2003  |
| Man Cốt, thủ lĩnh Thất Nhân bang bắt đầu truy tìm thanh Man long đã bị tước đoạt của mình, trong khi Khuyển Dạ Xoa và bạn bè đang cố gắng vượt qua kết giới bao quanh đỉnh Bạch Linh sơn. | |                           |